# Шиппель, Макс
Макс Валентин Шиппель (нем. Max Schippel; 6 декабря 1859, Хемниц — 6 июня 1928, Дрезден) — немецкий политик, социал-демократ, теоретик, журналист, редактор, писатель
, педагог, профессор Дрезденского политехнического института.
Бернштейнианец, ревизионист марксизма, один из основателей печатного органа «Sozialistische Monatshefte».

## Биография
Сын школьного учителя. В начале 1880-х годов отправился в Берлин, где изучал политэкономию у Адольфа Вагнера, попал под влияние теории «государственного социализма» («Staatssozialismus»), на него также повлияли Альберт Шеффле и Евгений Дюринг. До 1884 года изучал философию, экономику и политологию в университетах Лейпцига и Базеля. В 1885—1886 годах работал в Торговой палате в Дрездене, где также установил контакты с СДПГ.
В Берлин работал в 1886—1887 годах в партийной газете «Фольксблатт», с 1887 по 1890 год — в «Фолькстрибюне» и с 1890 по 1893 год в качестве постоянного сотрудника в «Нойе Цайт», в 1894—1895 годах был главным редактором берлинской газеты «Der Sozialdemokrat».
Позже принял марксизм и присоединился к Социал-демократической партии Германии (СДПГ), хотя всегда сохранял определенную независимость, иногда пытаясь примирить свои прежние взгляды с доминирующими темами марксизма.
После Первой мировой войны — идеолог правой социал-демократии, в советских источниках обозначался как один из виднейших представителей социал-фашизма, начавший политическую карьеру с радикального крыла «молодых» и закончивший её (в своей работе «Империализм и манчестерство») открытым выступлением в защиту империализма, как развивающего производительные силы государств и народов.
Занимая видное положение в германской социал-демократии как политик и теоретик, Шиппель являлся апологетом капитализма и идеологом развития профсоюзного движения в Германии по образцу английского тред-юнионизма. Нанося предательские удары революционной борьбе германского пролетариата, Шиппель доказывал в ряде своих работ и на партийных съездах заинтересованность германских пролетариев в таких враждебных пролетариату мероприятиях правительства, как введение аграрных пошлин, сооружение флота и т. д.
Будучи членом рейхстага, защищал экспансию германского капитализма и его захватническую политику и занимал во время войны одну из крайних позиций социал-шовинизма. Шиппель вёл враждебную в отношении СССР политику, оставаясь до конца дней своих отъявленным врагом СССР.
Под редакцией Шиппеля выходили издания: «Berliner Volkstribüne» с 1887 до 1890, «Die Neue Zeit» до 1897 и «Die Sozialistischen Monatshefte» с 1897 до 1928, журнал, который Ленин назвал «образцовым журналом оппортунистов, сборищем „глупеньких либералов“».
В последние годы жизни был профессором политологии и социальной политики Дрезденского политехнического института (1923—1928).

## Избранные публикации
- 1890: Die Gewerkschaften, ihr Nutzen und ihre Bedeutung für die Arbeiterbewegung
- 1890: Die deutschen Arbeiter und das Gewerbegerichts-Gesetz
- 1891: Technisch-wirthschaftliche Revolutionen der Gegenwart: Nach D. A. Wells' «Recent Economic Changes»
- 1891: Die deutsche Zuckerindustrie und ihre Subventionirten: ein Beitrag zur Landagitation
- 1896: Die Währungs-Frage und die Sozialdemokratie: eine gemeinfaßliche Darstellung der währungspolitischen Zustände und Kämpfe
- 1902: Grundzüge der Handelspolitik
- 1902: Sozialdemokratisches Reichstags-Handbuch: ein Führer durch die Zeit- und Streitfragen der Reichsgesetzgebung
- 1903: Zuckerproduktion und Zuckerprämien bis zur Brüsseler Konvention 1902: Eine wirtschaftsgeschichtliche und handelspolitische Darstellung
- 1905: Профессиональные союзы рабочих
- 1906: Amerika und die Handesvertragspolitik
- 1908: Hochkonjunktur und Wirtschaftskrisis
- 1917: Die Praxis der Handelspolitik
- 1917: Monopolfrage und Arbeiterklasse
- 1920: Die Sozialisierungsbewegung in Sachsen